# Axel W. Persson (cyklist)
Axel Wilhelm Emanuel Persson, född 23 januari 1888 i Floda församling, Södermanlands län, död 2 september 1955 i Västerhaninge, var en svensk cyklist. Han var bror till Algot Persson.
"A.W.", som var son till brukaren Johan Persson och Augusta Wilhelmina Hed, vann guldmedalj i lag vid Olympiska sommarspelen 1912 samt silvermedalj i lag vid Olympiska sommarspelen 1920. Han slog igenom i Mälaren runt 1910, då han blev tvåa efter Henrik Morén. Han vann svenska mästerskapet på 10 km 1911, 1912, 1913 och 1919, på 100 km 1913 och 1919 (sistnämnda år även i lag) samt Mälaren runt 1911, 1913 och 1914, sistnämnda år med nytt rekord, 13 minuter bättre än sydafrikanen Rudolph Lewis olympiska segrartid. Han vann nordiska mästerskapet 1919 och segrade 1913 i 110-milsloppet Stockholm–Göteborg–Stockholm samt i cykeltävlingen vid Baltiska spelen 1914. Han representerade 1910–1912 SK Iter och från 1913 Upsala CK.